# 力为廉
力为廉（William Henry Lacy; 1858年1月8日—1925年9月3日）是美国美以美会差会派往中国的传教士。

## 生平

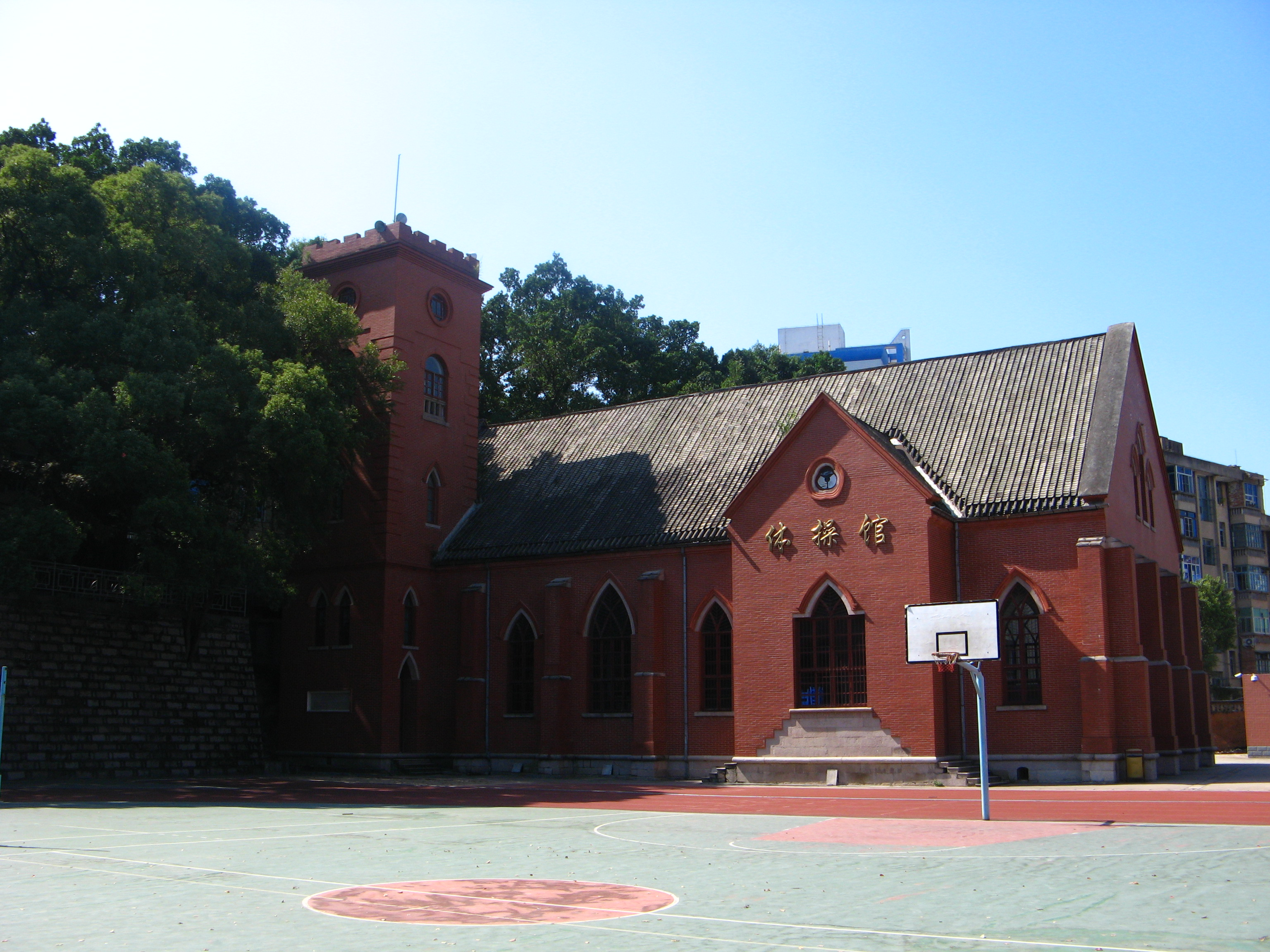
福州英华礼拜堂（Nind-Lacy Memorial Chapel），建于1915年，纪念力为廉夫妇

1858年1月8日，力为廉出生在美国威斯康星州密尔沃基。他毕业于西北大学和加略特聖經學院（Garrett Bible Institute），1883年按立为牧师。1887年他被美以美会差会派往中国福州传教。他和妻子Emma Nind Lacy，于1887年11月5日抵达福州，随后自1887年至1894年担任福州英華書院教授，后在福州和上海两地任美华书局（Methodist Publishing House in China）经理。1925年9月3日，力为廉在上海去世。他的四个儿子，力宣德（George Carleton Lacy）、力亨利（Henry Veeze Lacy）、力维韬（Walter Nind Lacy）以及William Irving Lacy，都是在中国的传教士。